# Blaesoxipha rossica
Blaesoxipha rossica är en tvåvingeart som beskrevs av Villeneuve 1912. Blaesoxipha rossica ingår i släktet Blaesoxipha och familjen köttflugor. Arten är reproducerande i Sverige. Inga underarter finns listade i Catalogue of Life.